# オリエントフェリー
オリエントフェリー（英: ORIENT FERRY、中文表記: 奥林汽船）は、かつて山口県下関市と中国・青島市を結ぶフェリー航路を運航していた海運事業者。関光汽船を中心とするSHKライングループに属していた。

## 概要
1980年から運行されていた下関 - 青島間の不定期航路を引き継ぐ形で1998年に定期航路としての運航を開始。主に中国で生産された衣料品を主要貨物として輸送していた。
輸入コンテナ数はピーク時の2006年には1万8000TEUを輸入したが中国の人件費高騰によるベトナムやミャンマーへの生産拠点の移転に伴い2014年には9000TEUと半減し、また旅客数も2008年には1万3500人を数えたもののリーマン・ショックや東日本大震災の影響に加え航空機利用の拡大で14年には9200人と落ち込み、2015年12月26日の下関着便をもって運航を休止。
その後、2018年6月30日に行われた臨時株主総会で解散を決議し、同社は解散。同年12月に特別清算開始決定を受けた。2019年3月22日に法人格が消滅した。

## 沿革
- 1979年5月 - 青島港発の「中日友好の船」が日本最初の寄港地として下関港に寄港、廖承志訪日団長（中日友好協会会長）が山口県・山東省と下関市・青島市の交流を提案する[4]。
  - 10月 - 平井龍山口県知事が山東省を訪問し交流事業の開始に同意[4]。
- 1980年5月 - 山口県と山東省の交流促進と日中間の国際フェリー運航を目的にSHKライングループが「西日本商船」を設立[4]。
  - 10月 - 下関 - 青島間でチャータークルーズ「日中友好の船」第1回運航、その後1995年までに40回のチャータークルーズを実施[4]。
- 1984年6月 - 西日本商船が西日本汽船に改称[5]。
- 1990年 - コンテナ輸送を開始[4]。
- 1995年10月 - 下関 - 青島航路を年5便の不定期運航から月2回に増便[4]。国際フェリー航路に転換、「ゆうとぴあ3」就航。
- 1997年 - 山口県、下関市、青島市の三者の支援を受け合弁企業としてオリエントフェリーを設立。
- 1998年 - 下関 - 青島航路を定期航路としてオリエントフェリーが継承。週1便運航。
- 2003年 - 「ゆうとぴあ3」に代わり「ゆうとぴあ」就航、週2便に増便。
- 2015年 - 客荷の減少に伴い12月24日青島発・12月26日の下関着便をもって運航を休止。
- 2018年 - 6月30日に行われた臨時株主総会で解散を決議[6]。12月に特別清算開始決定を受ける。
- 2019年 - 法人格消滅。

## 就航していた船舶
- ゆうとぴあ（UTOPIA、理想之国）
  - 26,909国際総トン。全長184.5m、全幅26.5m、航海速力22.6ノット。
  - 1987年竣工、2002年就航、2015年航路休止とともに引退。元新日本海フェリー「ニューはまなす」。
  - 旅客定員350名。コンテナ積載数：265TEU。石川島播磨重工業相生工場建造。
- ゆうとぴあ3（UTOPIA3、理想之国三号）
  - 15,717国際総トン。全長162m、全幅26.4m、航海速力18ノット。
  - 1973年竣工、不定期船時代の1995年に下関 - 青島航路に就航、2002年引退。元東九フェリー「フェリーてんりゅう」。
  - 旅客定員272名。コンテナ積載数：140TEU。幸陽船渠建造。